# Winspector
Tokkei Winspector (特警ウインスペクター, Tokkei Uinsupekutā, traduzido literalmente como Polícia Especial Winspector, e lançado no Brasil sob o título de Esquadrão Especial Winspector) é uma série de televisão japonesa do gênero tokusatsu, pertencente à franquia Metal Hero. Produzida pela Toei Company foi exibida originalmente entre 4 de fevereiro de 1990 e 13 de janeiro de 1991 pela TV Asahi, totalizando 49 episódios. No Brasil, foi transmitida pela Rede Manchete a partir de julho de 1994, onde permaneceu por um longo período na grade de programação, até ser retirada do ar em dezembro de 1997. A série narra as aventuras e missões do grupo de resgate chamado "Esquadrão Especial Winspector", que combate o crime e situações perigosas que a polícia convencional não pode resolver. A equipe é formada por um policial japonês chamado Liuma Ogawa e dois assistentes robôs (Biker e Highter).
A série da franquia dos Metal Heroes foi a primeira da trilogia dos Rescue Heroes. Atualmente a série é exibida na TV Diário de Fortaleza/Ceará dentro do programa Turminha Diário.

## História
"Defendendo a paz e a amizade, o departamento especial da polícia metropolitana, protege o povo enfrentando o crime." — Narrador ao início da série
O progresso científico e tecnológico, da mesma forma que trouxe bem estar e conforto para a humanidade, também permitiu que assassinos, destruidores de meio ambiente e bandidos de toda a espécie cometessem suas atrocidades de maneira mais fácil e impune.
Seguindo os ideais de um amigo policial que havia morrido, o Chefe Shunsuke Masaki organiza uma força especial de combate a crimes, como forma de equilibrar as forças do bem e do mal, surgindo assim Winspector.
Composto por Liuma Ogawa (Ryuma Kagawa, no original) usando a armadura especial Fire; Biker e Highter (Bikel e Walter, no original), magníficos robôs criados pelos cientistas da polícia; a policial campeã olímpica de tiro ao alvo Junko Fugino; Hissae Koyama (a filha do amigo policial que faleceu); o oficial de manutenção Nonoyama e o mini-robozinho Demitaz.
Ao final da série, os integrantes de Winspector são promovidos e vão para a França, para fazer parte da Winspector Internacional. O Chefe Masaki fica no Japão e cria uma nova equipe, chamada Solbrain, para continuar combatendo o crime, já que o Japão não poderia ficar desprotegido.

## Personagens

### Winspector
Liuma Ogawa/Fire (香川 竜馬/ファイヤー, Kagawa Ryōma/Faiyā)
Liuma tem 23 anos de idade e é o líder da equipe, sendo o único humano. Assim como Masaki, ele é um superintendente policial. É um órfão que tem conhecimento de artes marciais e cinco línguas. Seu veículo de transporte é o WinSquad. Quando Liuma se transforma em Fire, ele pronuncia Equipar! (着化!, Chakka!) e pressiona seu polegar em um painel do WinSquad (na dublagem brasileira, a pronúncia ficou como jakan). Liuma possui um limite de tempo para ficar dentro da armadura, depois deste limite ela pára de funcionar nele e podendo morrer. Liuma tem uma irmã. Após o fim de Winspector, se junta a equipe de Solbrain como Knight Fire, porém apenas após o episódio 23.
Liuma possui uma espada chamada Max Calibre acoplada ao braço, e posteriormente ganha a Giga Streamer, sua arma mais poderosa, que possui múltiplas funções, podendo perfurar até rochas ou virar um poderosa metralhadora-canhão quando se funde ao Max Calibre.
Biker (バイクル, Baikuru)
"Irmão" de Highter, Biker é um dos dois robôs-policiais que ajudam Liuma nas missões. É o mais cômico entre os dois robôs-policiais e o mais sentimental da turma. Seu meio principal de transporte é sua moto, chamada WinChase, porém ele tem uma roda no seu peito, que também serve como um meio de transporte. Sua principal arma são 2 lancas-espadas que podem se fundir e criar uma super lança, e funcionam também como o "guidão" da moto Winchaser. A armadura de Biker é amarela.
Highter (ウォルター, Worutā)
"Irmão" de Biker, Highter é o outro robô-policial que ajuda Liuma nas missões. Dispoe de um super-voador que pode ser como um escudo.Com o super-voador ele voar, devido a isso ele não dispõe de nenhum veículo. Sua armadura é de cor turquesa. Highter adora crianças e é o tipo de "pessoa" que gosta da vida.
Shunsuke Masaki (正木 俊介, Masaki Shunsuke)
Masaki é o chefe e criador da equipe Winspector. Ele normalmente fica na "base" do Winspector, mas quando necessário ele fornece ajuda. Após o fim da série, com o Winspector indo para a Europa, Masaki cria uma nova equipe, chamada Solbrain, e volta a aparecer nos episódios finais de Exceedraft.
Junko Fujino (藤野 純子, Fujino Junko)
Junko é uma policial secreta do Winspector. Foi campeã olímpica de tiro ao alvo.
Hissae Koyama (小山 久子, Koyama Hisako)
Hissae é outra policial secreta do Winspector. Ela trabalha casualmente em uma cafeteria. Seu pai, Masanobo Koyama (小山 正信 Koyama Masanobu) foi um colega de trabalho de Masaki.
Shin'ichi Nonoyama (野々山 真一, Nonoyama Shin'ichi)
Nonoyama é o mecânico/cientista de Winspector. Ele desenvolve armas e faz a manutenção de Biker e Highter. Seu passatempo é jogar Xadrez junto com Biker ou Highter.
Madocks (マドックス, Madokkusu)
Madocks é o supercomputador de Winspector. Madocks informa os crimes que estão ocorrendo e pode analisá-los em segundos.
Demitaz (デミタス, Demitasu)
Demitaz é um pequeno robô. Sua principal função é o conserto de emergência de Biker ou Highter, e auxilia também em investigações.

### Aliados
Toragoro Rokkaku (六角 虎五郎, Rokkaku Toragorō)
Membro da polícia local, o que fica com os pequenos casos, mas faz o possível para cooperar nas investigações com o Winspector, tem boa compostura diante de seus superiores (até mesmo com Masaki) e fica em cima de Nonoyama, para que ajude a solucionar casos, acaba se tornando membro que compõe o trio hilário, junto com Biker e Highter, sempre descontraindo muito humor, já que Biker fica de cabeça fincada na terra como um avestruz, representada como se fosse uma cena hilária. Até o meio da série, ele aparecia com frenquência, mas com o passar dos episódios, começou a ter aparições menores. Nos episódios finais, Toragoro fica emotivo ao saber que Biker e Highter teriam de ir para França, mesmo indo embora, também não voltaria a ter aqueles momentos de alegria como costumava acontecer com frequência.
Minoru Koyama (小山 良太, Koyama Ryōta)
Irmão mais novo de Hissae, alegre e divertido, brinca com seus colegas e aspira também integrar o Winspector como Liuma, mas participa das missões do Winspector, ora refém ou meio que sem-querer, mas faz o possível para ajudar nas missões, cooperando ou entrando em frias.
Yuko Ogawa (香川 優子, Kagawa Yūko)
Irmã mais nova de Liuma, ficou afastada de seu irmão enquanto cuidava de plantas no momento em que seu irmão vivia no cumprimento no dever em missão. Em sua primeira aparição fica presa no elevador, mas é salva por Fire, Biker e Highter, em seguida visita seu irmão que estava no hospital, pego pela armadilha de Mohs, reaparece quando é sequestrada por Kuroda, em meio aos episódios, Liuma possuía constantes pesadelos de sua infância com sua irmã. Depois de sua última atuação no Winspector, ela apoia seu irmão para que vá à França e ajude as pessoas oprimidas que vivem no mundo.

### Vilões
Yuichi Hirosaki (裕一弘前, Hirosaki Yuuichi) (31-32)
Foi o que dominou Brian, e queria também matar a menina Natsumi para que se juntasse a sua falecida filha Yukari, mesmo tendo seus planos frustrados; Acaba roubando o Camaro de Liuma que usava para se transformar para destruir a base, com a invasão de Liuma em sua base, em posse do Giga Stream, ele destrói a porta, sabendo que deveria estar transformado em Fire, a base de Hirosaki acaba se auto-destruindo e ele acaba morrendo.
Onikichi Kuroda (黒田鬼吉, Kuroda Onikichi) (1, 48 e 49)
Criador do robô R-24, que começou sequestrando um bebê, mas acaba sendo preso pelo Winspector durante muito tempo. Mais tarde porem foge e cria uma máquina que fora capaz de criar ondas sonoras a ponto de confundir as pessoas. A segunda versão do R-24 é derrotado e Kuroda aciona um dispositivo que acaba morrendo na explosão. Foi o maior inimigo de Winspector.
Mohs (死神モス, Shinigami Mosu) (13-14)
Lidera a Gangue da Morte, causando assaltos em todo o mundo. Sequestrou um cientista e também Biker, que foi desmontado e salvo por Demitaz. No fim, foi preso pelo Winspector.
Brian (ブライアン, Buraian) (31)
Irmão de Biker e Highter, foi criado no objetivo de servir e proteger as pessoas. Tem boas recordações da menina Natsumi, Biker e Highter, mas Hirosaki faz lavagem cerebral em Brian, o obrigando a fazer coisas terríveis, mas é derrotado por Fire com sua nova arma, o Giga Stream. Brian recobra a consciência, mas entra num estado em que poderia se auto-destruir, mas reconhece a derrota e também guardava os bons momentos desde aquele dia.
Saburou Murata (村田三郎, Murata Saburou) (40-41)
Foi capaz de criar uma variedade de clones seus. Acontecendo assim, uma série de assaltos na cidade. Ao lutar contra Winspector, ele ativou uma bomba no seu esconderijo e ameaçou acionar com seu controle remoto. Porém um clone seu, ao nascer, apertou o botão do controle remoto e o local explode, com Saburou morrendo dentro do prédio.

## Arsenal
- Crush Tector (クラステクター, Kurasu Tekutā): É a armadura de Liuma da versão Fire, mas Liuma possui um tempo limite para ficar com a armadura.
- WinSquad (ウインススコード, UinSukōdo): Carro de Fire. É uma versão modificada de um Chevrolet Camaro. Possui algumas armas que auxiliam o trio, pode se transformar na FireSquad (ファイヤースコード, FaiyāSukōdo).
- WinChaser (ウインチェイサー, UinCheisā): Moto de Biker.
- Hands Wapper "HandWapper, no original" (ハンドワッパー, Handowappā): Algema.
- Max Calibre "MaxCalibur, no original" (マックスキャリバー, MakkusuKyaribā): Usada por Fire como uma espada, tem o poder de soltar lasers. Pode ser inserida dentro da Giga Stream para o ataque final.
- Giga Stream "GigaStreamer, no original" (ギガストリーマー, GigaSutorīmā): A arma mais forte do mundo. Usada primeiramente para derrotar o maléfico robô Brian, criado com o mesmo sistema de Biker e Highter. Giga Stream também possui a capacidade da broca perfuradeira, demonstrada nos episódios 31-32, mesma capacidade da Unidade Rotor, não foi muito usado. Possui também o Maxim Mode, em que a Max Calibre é inserida dentro da Giga Stream para o ataque final.
- Deitrick M-2 "Daytric M2, no original" (デイトリックM2, Deitorikku Emu Tsū): Pistola utilizada pelos 3 policiais.
- Unidade Rotor(ローター部|Rōtā-bu 16-31): É a broca perfuradeira de Fire. Pode também ser usado como reparos manuais, foi usado em Highter para impedir que ele detonasse no episódio 16. Foi destruído por Brian quando Fire estava enfrentando-o.
- Super Voador "Dislider, no original" (ディスライダー, DiSuraidā): próprio para Highter, sua capacidade de voo permite Highter voar no céu ou até apagar incêndios de outros ângulos ou pode ser usado como escudo ou uma serra.
- Lança Laser "BiSpear, no original" (バイスピアー, BaiSupiā): Parte do guidão que Biker leva em suas costas, ao tirá-la, usa como uma espada ou uma lança, que pode ser acoplada no WinChaser.
- Multi Pack (マルチパック, MaruchiPakku): Mochila dos 3 policiais, pode ser usado para dissipar incêndios e máscara de oxigênio para ajudar pessoas em situações críticas.
- WinBadge/FireBadge (特警手帳, Tokkei Techō): Distintivo de Liuma, que pode-se se apresentar ou se comunicar com a base. o distintivo vira branco quando Liuma usa o Fire-Tector.
- Trapper (トラッパー, Torappā): Arma usada para se pendurar em outros lugares, usado para usar gás morteiros, gás sonífero ou controle de incêndios.

## Lista de episódios[4]
| Número | Nome do episódio                   | Inimigo(s) do episódio                                           | Protagonistas ou Foco do Episódio                            |
| ------ | ---------------------------------- | ---------------------------------------------------------------- | ------------------------------------------------------------ |
| 01     | O sequestro do Bebê                | Dr. Onikichi Kuroda e R-24                                       | Liuma Ogawa (Fire), Biker e Highter                          |
| 02     | Estranhas Explosões                | Tooru Adachi                                                     | Hissae Koyama                                                |
| 03     | Viva a Amizade                     | Henry Noguchi, Hidenori Tsuruta e Makoto Kameda                  | Minoru Koyama e Tetsuo                                       |
| 04     | O Assaltante                       | Kyouhei Tajima                                                   | Liuma Ogawa (Fire)                                           |
| 05     | O ataque da misteriosa ave gigante | Dr. Gondou e Pássaro Gigante                                     | Liuma Ogawa (Fire), Junko Fujino e Kazuo                     |
| 06     | O casal que voltou a ser criança   | Ichirou Hirukawa                                                 | Liuma Ogawa (Fire)                                           |
| 07     | A doce garota                      | Jouji Kageyama                                                   | Miyuki e Murata                                              |
| 08     | Agentes policiais em família       | Genichi Yonekura                                                 | Mariko, Choichiro e Taizo                                    |
| 09     | O Cão que Carrega a Bomba          | Jiru Kitami/Goro Karasawa                                        | Shunsuke Masaki                                              |
| 10     | A vingança dos adultos             | Tamura Murata e Jirou Murata                                     | Liuma Ogawa (Fire)                                           |
| 11     | A namorada de Minoru               | Shigeru Kanzaki                                                  | Minoru Koyama e Akame Yoshimura                              |
| 12     | O meu amigo robô                   | Hisano, Tahara e Robô                                            | Akio Kawaguchi                                               |
| 13     | Liuma morreu?!                     | Mohs, Gangue da Morte                                            | Liuma Ogawa (Fire) e Biker                                   |
| 14     | Mohs contra-ataca                  | Mohs, Takeda e Gangue da Morte                                   | Liuma Ogawa (Fire), Biker e Demitaz                          |
| 15     | Liuma, Elimine Masaki!             | Iwao Yagami                                                      | Liuma Ogawa (Fire) e Shunsuke Masaki                         |
| 16     | Adorável Highter                   | Takashi Komine e Haruo Ooki                                      | Highter e Hiromi                                             |
| 17     | Estranhos seres do espaço          | Matérias Vivas oriundas do Espaço                                | Liuma Ogawa (Fire), Biker, Highter e Miki Takaoka            |
| 18     | O super-poder de uma Garota        | Goro Eto e Tadashi Murakawa                                      | Hitomi e Dr. Mita                                            |
| 19     | A ponte do amor e da Coragem       | Ryuji Otsuka                                                     | Hideo Morita e Mikio                                         |
| 20     | O Soco Mortal                      | Atsushi Narita e Otsuhiko Hyoudou                                | Keiji Aisawa                                                 |
| 21     | A Bala Fatal                       | Yumiko Togawa e Akio Morikawa                                    | Junko Fujino                                                 |
| 22     | O criminoso é um Robô              | Kouichi Mishima                                                  | Biker, Highter e Toru                                        |
| 23     | O Cartão do Pai                    | Ishino, Okuda e Plantas Carnívoras                               | Liuma Ogawa (Fire) e Yuki Aikawa                             |
| 24     | O Periquito de Estimação           | Hisao Yuasa, Satoshi Kuroiwa, Nishimoto e Murai                  | Junko Fujino e Megumi                                        |
| 25     | O Robô Apaixonado                  | Mayumi Kirimoto                                                  | Biker                                                        |
| 26     | O triste caminho da Garota         | Shuuzou Nagahama                                                 | Hissae Koyama e Sachiko                                      |
| 27     | A Mulher Misteriosa                | Carla / Miyuki Fukano                                            | Liuma Ogawa (Fire)                                           |
| 28     | O foguete chamado Yuko             | Seiichi Nitta                                                    | Yuko Ogawa                                                   |
| 29     | O Fantasma da Vila                 | Tooru Miyabe e seus Robôs                                        |                                                              |
| 30     | Mamãe, Socorro!                    | Masao Murano e Toshio Sasaki                                     | Hissae Koyama e Mitsuko                                      |
| 31     | O Super Robô                       | Yuuichi Hirosaki e Brian (Robô)                                  |                                                              |
| 32     | A Investida Contra a Delegacia     | Yuuichi Hirosaki                                                 | Liuma Ogawa (Fire)                                           |
| 33     | A volta do Homem do Passado        | Makoto Akiyoshi                                                  | Furusawa                                                     |
| 34     | Uma viagem Diferente               | Matsuyama e Yukawa                                               | Biker, Highter e Ginsu                                       |
| 35     | O Pedido de SOS                    | Tatsuhiko Shibata                                                | Takashi Sekiguchi                                            |
| 36     | O Pai de Biker                     | Dr. Hidenori Arai                                                | Biker                                                        |
| 37     | O Ataque das Amazonas              | Tadao Hirata e Kamiya e Matoba                                   | Liuma Ogawa (Fire)                                           |
| 38     | O Homem Escolhido                  | Touyou Aoki e Minabe                                             | Hissae Koyama e Shoichi Matsushita                           |
| 39     | O Ladrão Misterioso                | Kousuke Inagaki                                                  | Akaikoruku                                                   |
| 40     | O Homem Cópia - Parte 1            | Saburou Murata                                                   |                                                              |
| 41     | O Homem Cópia - Parte 2            | Saburou Murata                                                   | Shingo Otani                                                 |
| 42     | O Investigador Traidor             | Grupo Terrorista                                                 | Ichiro Kagesawa                                              |
| 43     | O Garoto Bomba                     | Kiyoshi Iwaki, Hiroshi Kitami e Seichi Taguchi                   | Fumio Imaizumi                                               |
| 44     | Um dia muito Diferente             | Isamu Fujiwara                                                   | Biker e Yonekichi Yoneyama                                   |
| 45     | O último momento antes da Explosão | Shun'ichi Ashikawa                                               | Junko Nakatomi                                               |
| 46     | Operação Gang                      | Grupo Black (Yasukichi Iegawa, Saburo Asai e Tomekichi Hirosawa) | Liuma Ogawa (Fire), Biker, Highter, Minoru Koyama e Hikoichi |
| 47     | A mansão Moderna                   | Tanaka                                                           | Liuma Ogawa (Fire), Sr. Saito e Yoko                         |
| 48     | Ataque ao Winspector               | Dr. Onikichi Kuroda e R-24                                       |                                                              |
| 49     | Voe para o céu da Esperança        | Dr. Onikichi Kuroda e R-24                                       | Liuma Ogawa (Fire) e Shunshuke Masaki                        |

## Elenco

### Atores japoneses[6]
- Liuma Ogawa/Fire - Masaru Yamashita
- Biker - Kaoru Shinoda (voz)
- Highter - Seiichi Hirai (voz)
- Junko Fujino - Mami Nakanishi
- Shunsuke Masaki - Hiroshi Miyauchi
- Hissae Koyama - Sachiko Oguri
- Shin'ichi Nonoyama - Masaru Ōbayashi
- Madocks - Kazuhiko Kishino (voz)
- Demitaz - Issei Futamata (voz)
- Toragoro Rokkaku - Shin'ichi Sato
- Yuki Ogawa - Yura Hoshikawa
- Minoro Koyama - Ryo Yamamoto
- Narrador - Issei Masamune

### Dubladores Brasileiros
- Liuma Ogawa/Fire - Marcelo Campos
- Biker - Hermes Baroli
- Highter - Afonso Amajones
- Junko Fujino - Tereza Marinho
- Shunsuke Masaki - Daoiz Cabezudo
- Hissae Koyama - Martha Volpiani
- Shin'ichi Nonoyama - Leonardo Alkmin
- Madocks - Amaury Costa (1.ª voz, episódios 1 a 4 e 12 a 24) e Emerson Camargo (2.ª voz, episódios 5 a 11 e 25 em diante)
- Demitaz - Sérgio Rufino (1.ª voz) e Paulo Porto (2.ª voz)
- Toragoro Rokkaku - César Leitão
- Yuki Ogawa - Letícia Quinto
- Minoro Koyama- Leda Figueiró
- Dr. Kuroda - Cassius Romero (1.ª voz) e Carlos Silveira (2.ª voz)
- Narrador - Emerson Camargo
- Estúdio - Windstar
- Direção de Dublagem - Emerson Camargo

## Produção
- Roteiro original: Saburo Hatte
- Roteiro: Noboru Sugimura, Jun'ichi Miyashita, Susumu Takahisa, Nobuo Ogizawa, Kunio Fujii, Kyōko Sagiyama, Takashi Yamada, Ken'ichi Araki, Yoshichika Shindō, Takahiko Masuda
- Música: Seiji Yokoyama
- Assistente de diretor: Hidenori Ishida
- Fotografia: Susumu Seo, Takakazu Koizumi
- Diretores de ação: Junji Yamaoka, Jun Murakami
- Diretor de efeitos especiais: Nobuo Yajima
- Designer de personagens: Keita Amemiya
- Produtores: Kyōzō Utsunomiya (TV Asahi), Nagafumi Hori (Toei Company)
- Diretores: Shōhei Tōjō, Takeshi Ogasawara, Kaneharu Mitsumura, Michio Konishi, Kiyoshi Arai
- Produção: TV Asahi, ASATSU,Toei Company

## Músicas
Abertura
- "Tokkei Winspector" (特警ウインスペクター, Tokkei Uinsupekutā) 1 ao 10 e depois do episódio 19 e "Kyo no Ore kara Ashita no Kimi e" (今日の俺から明日の君へ) 11 ao 18
  - Letra: Keisuke Yamakawa
  - Composição: Kisaburo Suzuki
  - Arranjo: Tatsumi Yano
  - Artista: Takayuki Miyauchi
  - Coro: Morinoki Jidō Gasshōdan

Encerramento
- "Kyo no Ore kara Ashita no Kimi e" (今日の俺から明日の君へ)
  - Letra: Keisuke Yamakawa
  - Composição: Kisaburō Suzuki
  - Arranjo: Tatsumi Yano
  - Artista: Takayuki Miyauchi
  - Coro: Morinoki Jidō Gasshōdan

### Outras
- Música: Yume mo Hitotsu no Nakama tachi
  - Intérprete: Ichirou Mizuki
- Música: Taiyô no Yûsha Fire
  - Intérprete: Takayuki Miyauchi
- Música: Hero wa Yattekuru
  - Intérprete: Ichirou Mizuki
- Música: Moyase Hitomi wo!
  - Intérprete: Hiroshi Miyauchi
- Música: Gekisô! Rescue Machine
  - Intérprete: Ichirou Mizuki
- Música: Kimi ga Shiawase nara
  - Intérprete: Masaru Yamashita
- Música: Fire Hurricane
  - Intérprete: Ichirou Mizuki
- Música: Kono Inochi Eien ni
  - Intérprete: Takayuki Miyauchi
- Música: Ai suru Daichi, Ai suru Umi yo
  - Intérprete: Takayuki Miyauchi
- Música: Just Gigastreamer
  - Intérprete: Ichirou Mizuki
- Música: Honoo wa Mirai e
  - Intérprete: Takayuki Miyauchi
- Música: Let's Go! Fire Squad
  - Intérprete: Takayuki Miyauchi
- Música: Yûsha Winspector
  - Intérprete: Ichirou Mizuki

## Streaming
Em 2020, o canal oficial da Toei no Youtube disponibilizou todos os episódios de Winspector internacionalmente. Inicialmente com legendas em inglês apenas para os dois primeiros episódios, a empresa informa em seus vídeos que aceita doações de legendas nos idiomas em que estas estiverem disponíveis. Desta forma, muitos dos vídeos do canal já contam com legenda em português (BR), inclusive para séries e filmes que não foram exibidos no Brasil.